# Мерида (Венецуела)
Сантијаго де лос Кабаљерос де Мерида (шп. Mérida, Mérida) је град и седиште општине Либертадор у венецуеланској држави Мерида. Један је од највећих градова смештених у венецуеланским Андима.

## Историја
Основан је 1558. године и био је део вицекраљевства Нова Гранада, а касније је постао део Генералне капетаније Венецуеле и играо важну улогу у Рату за независност.
Представља главно образовно и туристичко средиште западне Венецуеле. У њему се налази престижни Универзитет Анда, као и највиша и друга по дужини жичара на свету.

## Географија
Мерида се налази на надморској висини од око 1.600 метара. Град је смештен у долини реке Чаме. Из града се може видети и највиши врх у Венецуели – Пико Боливар.

## Становништво
Према попису становништва из 2001. године Мерида има 204.879 становника, а шире градско подручје које обухвата и суседне градове Табаи и Ехидо има 300.000 становника.
Према проценама из 2006. године, уз претпоставку уобичајеног природног прираштаја (између 2,1% и 3% годишње), број становника града достигао је 230.000 становника, док шире градско подручје има 350.000, захваљујући високој стопа раста града Ехидо, који је један од највећих на подручју Анда.
Друге процене показују да је стварни број становника града око 250.000 а да градско подручје има 350.000 становника. Становништво Мерида је релативно хомогено, међутим у њему живи велики број странаца. Разлог томе су велике миграције у прошлости. Међу њима је највише Италијана, Португалаца и Колумбијаца. Према попису становништва из 1990. нешто више од 4% популације, око 7.406 становника, је страног порекла.

## Партнерски градови
- Клајпеда
- Ла Паз
- Мерида
- Мерида
- Општина Мерида